# 大理洱宝
云南大理洱宝实业有限公司，是位于云南省大理州洱源县的一家公司。1995年12月由李协鼎创建，名为洱源县茈碧湖果品食品开发有限公司，2003年4月改为现名。主要从事梅子、核桃、木瓜基地建设及产品的研发、生产和销售。建有2333公顷（3.5万亩）的果梅种植基地，以及1个梅子加工总厂，2个加工分厂。产品主要销往省内，代表产品洱宝话梅被评为2011年云南名牌产品、2017年云南名牌农产品。